# 佐伯英恵
佐伯 英恵（さえき はなえ、1979年8月30日 - ）は、日本の女性ファッションモデルである。愛知県出身。アリス・イン・ワンダーランド所属。

## 略歴
愛知県犬山市出身で犬山市立東部中学校卒業。愛知学院大学心理学科入学後、在学中の2000年に東レキャンペーンガールに選ばれる。2001年にゴスペラーズの「約束の季節」と「誓い」のPVに出演。
2年間のイギリス留学を経てその後モデル活動。現在もoggiなどの雑誌で活躍中。

## 書籍

### 写真集
- FLOWERS（2000年）